# كأس العالم لكرة الطائرة للرجال 1969
أقيمت كأس العالم لكرة الطائرة للرجال 1969 في نسختها الثانية في ألمانيا الشرقية.